# Machaeranthera turneri
Machaeranthera turneri là một loài thực vật có hoa trong họ Cúc. Loài này được M.L.Arnold & R.C.Jacks. mô tả khoa học đầu tiên năm 1979.